# Кепебайколь (озеро)
Кепебайколь (каз. Кепебайкөл) — озеро в Костанайском районе Костанайской области Казахстана. Находится в 19 км к юго-западу от села Майколь.
По данным топографической съёмки 1958 года, площадь поверхности озера составляет 12,22 км². Наибольшая длина озера — 5,1 км, наибольшая ширина — 3,9 км. Длина береговой линии составляет 14,2 км, развитие береговой линии — 1,14. Озеро расположено на высоте 189,9 м над уровнем моря.